# 한국대학생대중문화감시단
한국 대학생 대중문화 감시단은 서울지역 200여 명의 대학생으로 구성된 문화 비정부 기구(NGO) 단체로 1995년에 설립되었다. 단장은 남민우 대표이며, 2007년 위즈코리아의 최고경영자(CEO) 이재환이 부단장으로 임명되었다.상업주의 및 선정주의가 심화되는 대중문화의 영역을 모니터링하며, 창의적인 발상을 통해 건전한 대안문화를 조성하는 것이 주된 활동의 목표이다. 대표적인 활동으로는 매년 2월에 진행되는 캔들데이 캠페인, 신촌에 위치한 대안문화카페 <작은 풀씨의 꿈> 운영, 촛불상 시상식, 캠퍼스 지부별 스승공경캠페인이 있다. 수상내역으로는 제11회 간행물 윤리상 <청소년부문>, 2002년 대한민국 국회대상 대중문화 & 미디어, 과학기술대상 <문화지킴이부문> 등이 있다.

## 설립목적
- 상업주의와 선정주의에 물든 대중문화의 각 영역을 대학생 스스로 감시하고 견제하여 대중문화 환경을 개선한다.
- 청소년과 젊은이들이 창의성과 문화적 욕구를 건전한 문화의 장에서 발산함으로 생명력 넘치는 대안문화를 조성하고자 한다.

## 발자취
1995년 서울지역 대학생들의 연합으로 결성된 한국대중문화감시단은 이듬해 PC통신 및 청소년 잡지를 모니터링하며 활동을 시작했다. 1996년 마이클 잭슨 내한공연에 대해 <청소년은 가지 맙시다> 캠페인을 벌였으며, 1997년에는 캔들데이 캠페인.
을 시작했다. 또한 한국간행물윤리위원회와 연계하여 일본만화를 모니터하고, 1998년에는 일본대중문화 개방문제에 대해 반대 캠페인을 벌이기도 했다. 동일한 해 신촌에 대안문화카페 <작은 풀씨의 꿈>을 오픈하며 공연을 기획하여 개최하기도 했다. 1999년에는 제1회 <잃어버린 동심을 찾아서> 페스티벌을 개최하면서 문화캠페인의 범위를 확장시키기도 했다. 2000년에는 제4회 캔들데이 캠페인 및 페스티벌과 더불어 일본 동성애만화의 실태를 조사하고 모니터링 하면서 제11회 간행물 윤리상 <청소년부문> 을 수상했다. 2002년에는 캔들데이 캠페인이 여섯 번째를 맞이하면서 페스티벌 영역을 확장시켜 <해오른누리와 함께하는 캠퍼스 릴레이 콘서트>를 개최했고 한국간행물윤리위원회의 사업지원을 <패션잡지 모니터 및 청소년 구독실태조사> 보고서를 발간했다. 또한 이 해에는 대한민국 국회대상 대중문화&미디어, 과학기술대상 <문화지킴이부문>을 수상하기도 했다.2003년에는 명동에서 제7회 캔들데이 캠페인 개최하는 동시에 국회헌정회관에서 제1회 촛불상 시상식을 가졌다. 촛불상은 희생적인 헌신과 봉사를 보여준 청소년 및 젊은이들에게 한국대학생대중문화감시단이 부여하는 상으로 매해 지속되고 있다. 그리고 성신여대, 이화여대 지부에서 5월을 맞이해 스승공경캠페인, 을 벌이기도 했고, 한국리더쉽센터에서 주최하는 캠퍼스 시간관리 길거리콘서트 특강을 담당했다. 또한 국회대중문화&미디어연구회에서 주최하는 문예진흥법 개정안에 관한 심포지엄을 후원하고, 국정감사모니터링 및 16대 국회 문화관광위 의정모니터링 등 국회와 연계하여 문화활동을 펼쳤다. 2004년에도 동일하게 명동에서 제8회 캔들데이 캠페인을 벌였고, 국회의원회관에서 제2회 촛불상 시상식을 열었다. 2005년에는 제9회 캔들데이 캠페인 및 제3회 촛불상 시상식 외에도 2005 서울시청 시정사업에 선정되면서 다양한 페스티벌을 개최했다. 성동청소년수련원 앞마당에서 제2회 <잃어버린 동심을 찾아서> 홈페스티벌을, 대학로 세우아트센터에서는 <아름다운 노래를 찾고 싶다> 포크송(folksong) 페스티벌을, 인사동 남문화마당에서는 <당신이 있어 행복합니다> 캐럴 페스티벌을 개최했다. 캔들데이가 10주년을 맞이한 2006년에는 청계천 광장에서 10회 기념 페스티벌을 개최했고, 서울시청광장에서 성탄전야 캐럴피스티벌을 열었다. 또한 대학가 앞에서의 소주판촉광고에 반대하는 <비주류> 손수제작물(UCC)를 제작했다. 2007년에는 인사동에서 제11회 캔들데이 캠페인을, 국회헌정회관에서 제4회 촛불상시상식을, 시청광장에서 캐롤페스티벌을 개최했다. 2008년에는 기본적인 캠페인 이외에 신촌 작은풀씨의 꿈에서 결식아동과 함께하는 <14일의 사람들> 페스티벌을 개최하고, 성신여대, 세종대 지부, 영화제 및 학교사랑 캠페인을 개최했다. 2009년에는 제13회 캔들데이 켐페인 및 제6회 촛불상 시상식을 진행했다.

## 기구현황

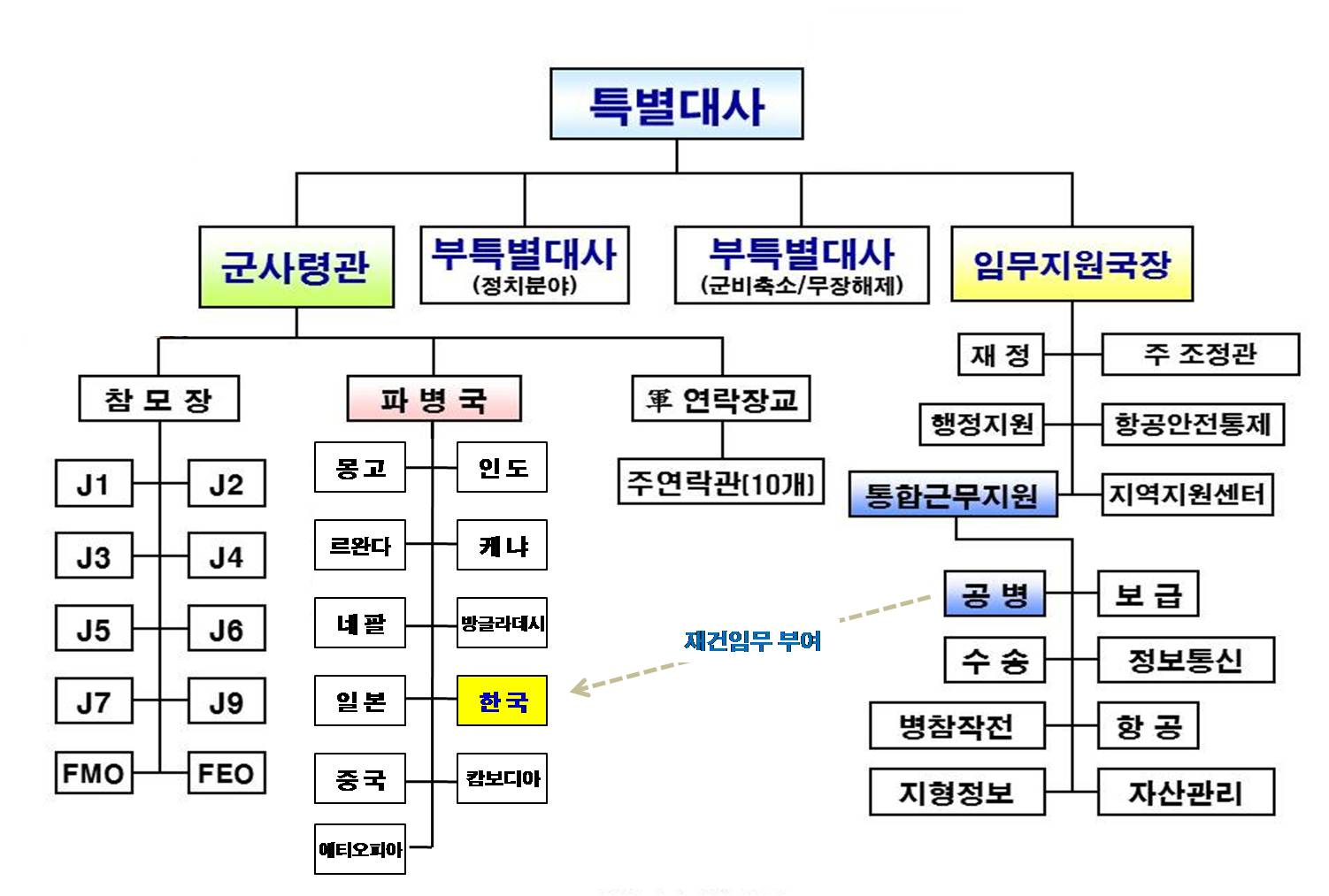

## 주요사업

캔들데이 캠페인

### 캔들데이 캠페인
1997년부터는 매년 2월 14일을 캔들데이로 지정하였고, 밸런타인 데이가 시작되기 하루이틀 전에 명동 및 신촌, 인사동, 청계천 등지에서  캔들데이 거리캠페인을 진행한다. 모든 행사는 대학생 회원들의 자원봉사로 이루어지고, 성명서 낭독, 난타 및 노래 공연, 캔들송 부르기, 콩트, 퍼포먼스 등의 관람 행사부터 페이스페인팅, 초모양의 카드 만들어서 전하기, 풍선에 소감쓰기 등 시민참여 행사까지 다양하다. 매년 공연은 한국대학생대중문화감시단의 대학생 기획단이 직접 기획하며 운영한다.

### 작은 풀씨의 꿈
1998년에는 신촌에 위치한 대안문화카페 <작은 풀씨의 꿈>을 오픈하여 현재까지(2009년) 지속적으로 매달 대학생들이 참여하는 문화행사(공연, 사진전, 영화제 등)가 펼쳐지고 있다. 술, 담배가 없는 청정카페로 세미나나 각종 모임들의 장소로 많이 사용된다. <작은 풀씨의 꿈>은 한국대학생대중문화감시단 회원들의 자원봉사로 운영되며, 카페의 봉사자들은 일명 <풀씨지기>로 불린다. 대부분의 메뉴는 다른 카페보다 저렴한 가격이며 풀씨비 3천원을 내면 음료와 쿠키가 무료로 제공되며 3시간을 초과하면 1천원이 추가된다. 차가운 음료, 뜨거운 음료, 먹거리, 세트 메뉴의 먹을거리가 있다. 그리고 매월 셋째주 금요일, 대학생들이 참여하는 문화행사를 기획하는데, 캠퍼스 내 아카펠라 동아리 공연, 기타공연, 포크송공연, 사진전, 영화제 등 다채로운 테마로 진행된다. 2008년에는 풀씨 10주년 행사가 진행되었다.

2008.12. 풀씨10주년행사
2008.12. 풀씨10주년행사
제3회 촛불상시상식

### 촛불상
<촛불상>은 삭막한 세상 속에서 '초'와 같이 자신을 녹여 주변을 밝히는 삶, 즉 희생적인 헌신과 봉사의 삶을 살아가는 이에게 수여하는 상이다. 한국대학생대중문화감시단은 2003년부터 여의도 국회헌정회관에서 <촛불상> 시상식을 개최하였다.

#### 촛불상 선정기준
촛불상의 선정기준은 먼저 2,30대 젊은이여야 한다. 이는 자신의 이익과 목적을 위해 살아가기 쉬운 젊은 시절에 타인을 위해 희생하며 살아가기 어렵기 때문에 촛불상이 더 의미있어지는 요건이다. 두 번째, 자기 자신을 사랑하고 자신을 아름답게 가꿀 줄 아는 젊은이여야 한다. 자신을 사랑하지 않으면 다른 사람을 사랑할 수 없고, 자신을 아름답게 가꿀 줄 모르면 다른 사람의 가치를 높여줄 수 없기 때문이다. 세 번째, 세상을 밝히고자 하는 꿈과 소망이 있고 그것을 몸소 실천하는 젊은이여야 한다.

#### 촛불상 수상자
제 1회 수상자는 전신화상을 입고도 긍정적인 자세로 여러 사람들에게 희망을 주었던 이지선(《지선아 사랑해》저자), 학부동안 다니엘 공부방을 운영해 저속득층 아이들에게 희망과 용기를 주면서 서울대를 수석으로 졸업한 김동환(《다니엘 학습법》저자)이다. 제 2회 수상자는 인터넷 카툰 <파페포포메모리즈>의 작가 심승현,  자원봉사모임 <행동하는 양심>이다. 제 3회 수상자는 장애인 친구를 돕기 위해 같은 대학에 입학한 최홍준과 의대생 자원봉사자 김용준, 제 4회 수상자는 학교폭력으로 고통 받는 학생들을 위한 인터넷 상담카페 <학교가기 싫어>의 운영자 김혜민, 장애인인권영화제 수상작 '어느 애비의 삶'을 비롯해 청각장애인을 위한 단편 영화감독 박재현이다. 제 5회 수상자는 불우아동들을 위해 꾸준한 기부활동을 해 온 가수 김장훈과 시각장애인용 컴퓨터 프로그램을 개발한 프로그래머 가현욱이다. 제 6회 수상자는 대전료의 10%를 기부금으로 내놓는 여성프로복서 김주희 세계최연소 챔피언과  백혈병 진단을 받고 투병 중이나 학교 친구들이 모아준 헌혈증 321장을 자신보다 저 어려운 사람들에게 기증한 최형인이다.

### 미디어 모니터링 사업
1997~1998년 일본대중문화 수입과 관련한 의제가 진행되고 있을 때, 일본 만화를 모니터링하며 실태를 보고하였으며, 드라마, 오락프로, 영화, 대중음악, 인터넷 및 게임, 광고 등 미디어에 관한 모니터 사업을 지속적으로 진행 중이다. 특별히 선정성 및 폭력성의 요소가 짙어 청소년에게 해가 될 수 있는 미디어에 대한 모니터링을 진행하며 문제의식을 공유하고 세미나 활동을 하고 있다.

### 기타 캠페인 및 페스티벌
성신여대 및 이화여대, 세종대 등 각 캠퍼스 지부에서는 5월에 스승공경캠페인을,  펼치기도 했으며, 03년에는 한국리더쉽센터에서 주최하는 캠퍼스 시간관리 길거리콘서트 특강을 주관했다. 동일한 해, 국회대중문화 & 미디어연구회에서 주최하는 문예진흥법 개정안에 관한 심포지엄을 후원했으며 국정감사모니터링 및 대한민국 제16대 국회 문화관광부 의정모니터링을 실시했다. 2005년에는 서울 시청 시정사업에 선정되면서 <잃어버린 동심을 찾아서> 홈페스티벌, <아름다운 노래를 찾고 싶다> 포크송 페스티벌, <당신이 있어 행복합니다> 캐럴 페스티벌 등 다양한 대안문화행사를 활발하게 펼쳤다.

잃어버린 동심을 찾아서
아름다운 노래를 찾고 싶다
학교사랑캠페인
2007 캐럴페스티벌 in 시청광장

## 수상 내역
- 2000년 제11회 간행물 윤리상 <청소년부문> 수상[32]
- 2002년 대한민국 국회대상 대중문화 & 미디어, 과학기술대상 <문화지킴이부문>을 수상[33]